# La Antilla
La Antilla es un núcleo urbano costero perteneciente al municipio de Lepe, en la Provincia de Huelva en Andalucía (España). Según el INE su población en 2020 era de 1608 habitantes. 

## Historia
La playa de La Antilla comenzó a ser conocida en el siglo XVI en la época en la que se construyó la Torre del Catalán, situada cerca del estuario del río Piedras, de la misma forma que sucedió con otras muchas playas del litoral onubense. Se cree que estas playas se llamaron "La Antilla" mucho antes y prueba de ello fue que cuando Colón tocó tierras en las Américas, su nombre fue dado por marineros que procedían de esta tierra, al conglomerado de islas que configuran Las Antillas, dado el parecido de las arenas de esas tierras, dorada y fina.
La Antilla antes era un conjunto de islas de arena y el nivel del mar con las mareas altas pero con el terremoto de 1755 y el posterior tsunami causado por este el nivel del mar retrocedió y nueva tierra apareció del retroceso de las aguas. 
A finales del siglo XIX, La Antilla era un conjunto de casas temporales de pescadores. Ya en 1946 aparece en la cartografía histórica una carretera que conecta Lepe con el entonces Caserío de La Antilla, con unas cincuenta casas permanentes.
En 1922 se construyó un conjunto de casas bajas de ladrillos cerca de la actual localización del "Islantilla Beach Club" (Club de la playa de Islantilla), fue construido por el gobernador civil de Huelva Manuel Cano y Cueto. Durante la Dictadura de Francisco Franco la Antilla recibió los eslogan de "El lugar de las horas felices" y también "El lugar de las familias felices".[cita requerida]
En la segunda década del siglo XXI se han producido diferentes temporales que han hecho retroceder la línea de costa. El efecto propio de los temporales se ha visto ampliado por la inestabilidad del litoral en la zona de La Antilla y la presencia de obras litorales en playas cercanas como los espigones de Villa Real e Isla Cristina.

## Medio físico y urbano
El núcleo urbano limita al norte con las carreteras A-5054 (Isla Cristina-La Antilla) y A-5056, al oeste con Islantilla y al este con el Paraje Natural Marismas del Río Piedras y Flecha del Rompido. Destacan en el núcleo urbano la Avenida Castilla, vía llena de comercios, y el barrio de El Carmen, conocido como la barriada de los pescadores. 

### Equipamiento público
La Antilla cuenta con un centro de educación pública, el CEIP Las Gaviotas, un consultorio y una biblioteca municipal, así como la sala de exposiciones Centro Cultural Los Álamos. Las principales zonas verdes se encuentran en el límite norte del casco urbano, junto a la A-5055 además de un sendero a través de los pinares por el cual puedes acceder al club de golf Islantilla. 

### Transportes y comunicaciones
El principal acceso a La Antilla se produce por la A-5076, que une la localidad a la N-431 y la A-49.
| Identificador | Denominación                       | Origen - Destino                                      | Longitud (km) |
| ------------- | ---------------------------------- | ----------------------------------------------------- | ------------- |
| A-5054        | La Antilla - Isla Cristina         | A-5055 / A-5056 (La Antilla) - A-5150 (Isla Cristina) | 9,68          |
| A-5055        | El Terrón - La Antilla             | HU-3301 (El Terrón) - A-5055 / A-5056 (La Antilla)    | 4,62          |
| A-5056        | Lepe - La Antilla                  | N-431 (Lepe) - A-5055 (La Antilla)                    | 5,03          |
| A-5076        | Acceso a La Antilla desde la N-431 | N-431 (Lepe) - A-5056 (La Antilla)                    | 5,25          |

## Demografía
La población de La Antilla sufre importantes variaciones a lo largo del año, debido a la estacionalidad del turismo de sol y playa y la existencia de multitud de segundas residencias en la localidad. La población residente ha ido creciendo durante el siglo XX, aunque se ha estancado a partir de la crisis económica de 2009.
| Gráfica de evolución demográfica de La Antilla entre 2000 y 2020 |
|                                                                  |

## Política
La Antilla, como localidad perteneciente al municipio de Lepe, depende del Ayuntamiento de Lepe. El actual alcalde de Lepe es Juan Manuel González Camacho (PP-A).

## Economía
La localidad basa su economía en el turismo, por lo que cuenta con un buen número de restaurantes, bares, hoteles y locales de ocio. En 2006 comenzó a construirse un gran complejo urbanístico llamado La Cigüeña, destinado principalmente a ciudadanos holandeses. Desde 2002 hasta 2007 La Antilla sufrió un gran desarrollo urbanístico y turístico.
La playa de La Antilla linda al este con la playa de Santa Pura y al oeste con la de Islantilla, administrada en régimen de mancomunidad por los municipios de Lepe e Isla Cristina con el objetivo de impulsar la zona como área turística y de ocio. El nombre elegido para la zona, Islantilla, es la unión de los nombres Isla Cristina y La Antilla. La trama urbana continua desde Urbasur (Isla Cristina) hasta La Antilla mantiene una población estable en invierno de unos 3000 habitantes y cercana a los 100 000 durante la época de máxima ocupación en verano.